# Gols
Gols (ungarisch Gálos, kroatisch Gojza) ist eine Markt- und Weinbaugemeinde mit 3937 Einwohnern (Stand 1. Jänner 2025) im Bezirk Neusiedl am See im Burgenland in Österreich.

## Etymologie
Der Ortsname leitet sich entweder vom Oberhaupt der Bissener, Gal oder vom Heiligen Gallus ab, der mit dem Weinbau in Zusammenhang gebracht wird.

## Geografie
Gols liegt im Norden des Burgenlandes, im Bezirk Neusiedl am See, östlich des Neusiedler Sees. Es befindet sich an der Grenze der beiden Landschaften Parndorfer Platte und Heideboden.

### Nachbargemeinden
| Weiden am See                                    |                                             | Zurndorf                   |
| Neusiedl am See (mit den Zitzmannsdorfer Wiesen) | Kompassrose, die auf Nachbargemeinden zeigt |                            |
| Podersdorf am See                                |                                             | Mönchhof und Frauenkirchen |

## Geschichte

Gols (Mitte links) und Umgebung um 1873 (Aufnahmeblatt der Landesaufnahme)

Das Gebiet nordöstlich des Neusiedlersees ist seit der Steinzeit besiedelt. Funde aus dieser Epoche sowie aus Bronzezeit und Hallstattzeit belegen dies. Auch während der römischen Besetzung (3. bis 5. Jahrhundert) wird hier eine dichte Besiedelung angenommen.
Um das 10. Jahrhundert siedelte hier das Geschlecht der Bissener, das von den Magyaren mit der Sicherung der Westgrenze beauftragt war.
Im Jahr 1217 wird der Ort Gols erstmals urkundlich als „vila Golus iuxta lacum Ferthev“ (das Dorf Gols beim Neusiedler See) in einer Schenkungsurkunde erwähnt.
1582 wurde von Rudolf II. das Marktrecht und das Wappen verliehen. Anfang des 17. Jahrhunderts nahmen Mitglieder der Familie Batthyány süddeutsche protestantische Siedler auf.
Der Ort gehörte wie das gesamte Burgenland bis 1920/21 zu Ungarn (Deutsch-Westungarn). Seit 1898 musste aufgrund der Magyarisierungspolitik der Regierung in Budapest der ungarische Ortsname Gálos verwendet werden. Nach Ende des Ersten Weltkriegs wurde nach zähen Verhandlungen Deutsch-Westungarn in den Verträgen von St. Germain und Trianon 1919 Österreich zugesprochen. Der Ort gehört seit 1921 zum neu gegründeten Bundesland Burgenland (siehe auch Geschichte des Burgenlandes).
Nach dem „Anschluss“ Österreichs baute der Bauer Georg Wurm aus Gols zusammen mit seinem Vater und seinem Onkel ab März 1938 mit ehemaligen KPÖ- und SPÖ-Mitgliedern eine illegale Widerstandsorganisation gegen den Nationalsozialismus auf. Die Gruppe hatte auch Verbindungen zu leitenden KPÖ-Funktionären und KPÖ-nahen Eisenbahnern. Die Gruppe wurde denunziert und 17 Mitglieder und Sympathisanten im April und Mai 1943 inhaftiert. Die meisten Mitglieder erhielten wegen Hochverrats Haftstrafen zwischen zwei und acht Jahren. Die drei aktivsten Kämpfer gegen das NS-Regime, darunter auch Georg Wurm, wurden zum Tode verurteilt. Georg Wurm wurde am 19. Mai 1944 im Gefängnis Straubing hingerichtet.
Am 25. Februar 2012 und am 19. Dezember 2017 geriet jeweils eine Windkraftanlage des Typs DeWind D6 (Leistung 1.250 kW) der Energie Burgenland in der Turmgondel auf etwa 91,5 m Höhe in Brand. Im ersten Fall wurde der Totalschaden mit 2,5 Millionen € angegeben. Im zweiten ähnlichen Schadensfall wurden zwei darin arbeitende Wartungstechniker schwer verletzt, konnten jedoch im Turm absteigen. Die 2003 errichtete Anlage muss teilweise demontiert werden. Einer dieser Techniker wird angeklagt. Am 12. April 2021 brennt bei Wind und Regen in 91 m Höhe das Maschinenhaus einer 18 Jahre alten Windkraftanlage, wiederum eine DeWind D6, ab, die zum Abbau im Juni 2021 vorgesehen war.
Am 21. Juni 2025 wird das Verschwinden der 200–250 kg schweren Bronzeglocke aus dem Kirchenpark bemerkt. 1888 wurde sie gegossen und Anfang der 1990er Jahre wegen eines Sprungs demontiert und im Park bei der Kirche auf ein Betonpodest gestellt.

### Religion
- rund 71 % evangelisch A. B.
- rund 24 % römisch-katholisch
- 5 % andere Religionen

### Bevölkerungsentwicklung
| Gols: Einwohnerzahlen von 1869 bis 2025             | Gols: Einwohnerzahlen von 1869 bis 2025 | Gols: Einwohnerzahlen von 1869 bis 2025 | Gols: Einwohnerzahlen von 1869 bis 2025 | Gols: Einwohnerzahlen von 1869 bis 2025 |
| --------------------------------------------------- | --------------------------------------- | --------------------------------------- | --------------------------------------- | --------------------------------------- |
| Jahr                                                |                                         |                                         |                                         | Einwohner                               |
| 1869                                                | 1869                                    |                                         | 2.092                                   | 2.092                                   |
| 1880                                                | 1880                                    |                                         | 2.277                                   | 2.277                                   |
| 1890                                                | 1890                                    |                                         | 2.328                                   | 2.328                                   |
| 1900                                                | 1900                                    |                                         | 2.318                                   | 2.318                                   |
| 1910                                                | 1910                                    |                                         | 2.375                                   | 2.375                                   |
| 1923                                                | 1923                                    |                                         | 2.606                                   | 2.606                                   |
| 1934                                                | 1934                                    |                                         | 2.943                                   | 2.943                                   |
| 1939                                                | 1939                                    |                                         | 3.051                                   | 3.051                                   |
| 1951                                                | 1951                                    |                                         | 3.126                                   | 3.126                                   |
| 1961                                                | 1961                                    |                                         | 3.120                                   | 3.120                                   |
| 1971                                                | 1971                                    |                                         | 3.287                                   | 3.287                                   |
| 1981                                                | 1981                                    |                                         | 3.368                                   | 3.368                                   |
| 1991                                                | 1991                                    |                                         | 3.429                                   | 3.429                                   |
| 2001                                                | 2001                                    |                                         | 3.516                                   | 3.516                                   |
| 2011                                                | 2011                                    |                                         | 3.725                                   | 3.725                                   |
| 2021                                                | 2021                                    |                                         | 3.960                                   | 3.960                                   |
| 2025                                                | 2025                                    |                                         | 3.937                                   | 3.937                                   |
| Quelle(n): Statistik Austria, Gebietsstand 1.1.2021 |                                         |                                         |                                         |                                         |

## Kultur und Sehenswürdigkeiten

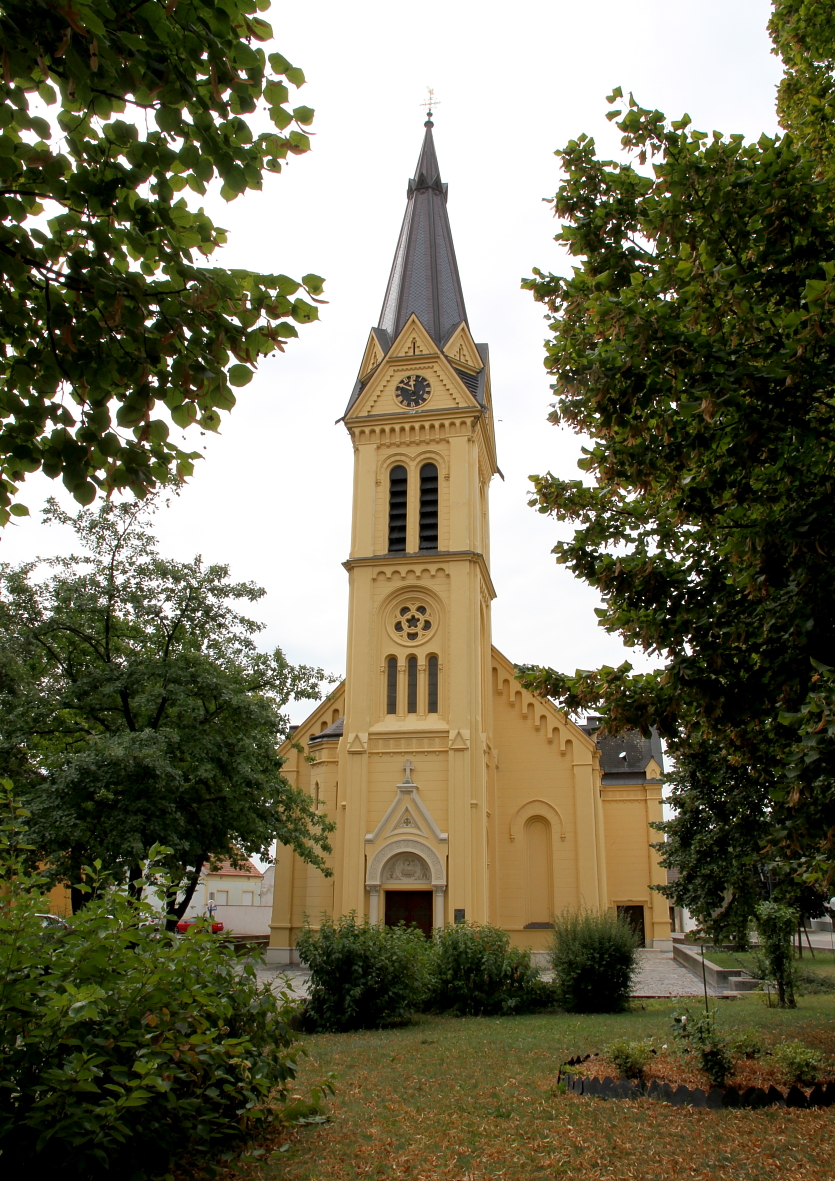
Evangelische Pfarrkirche

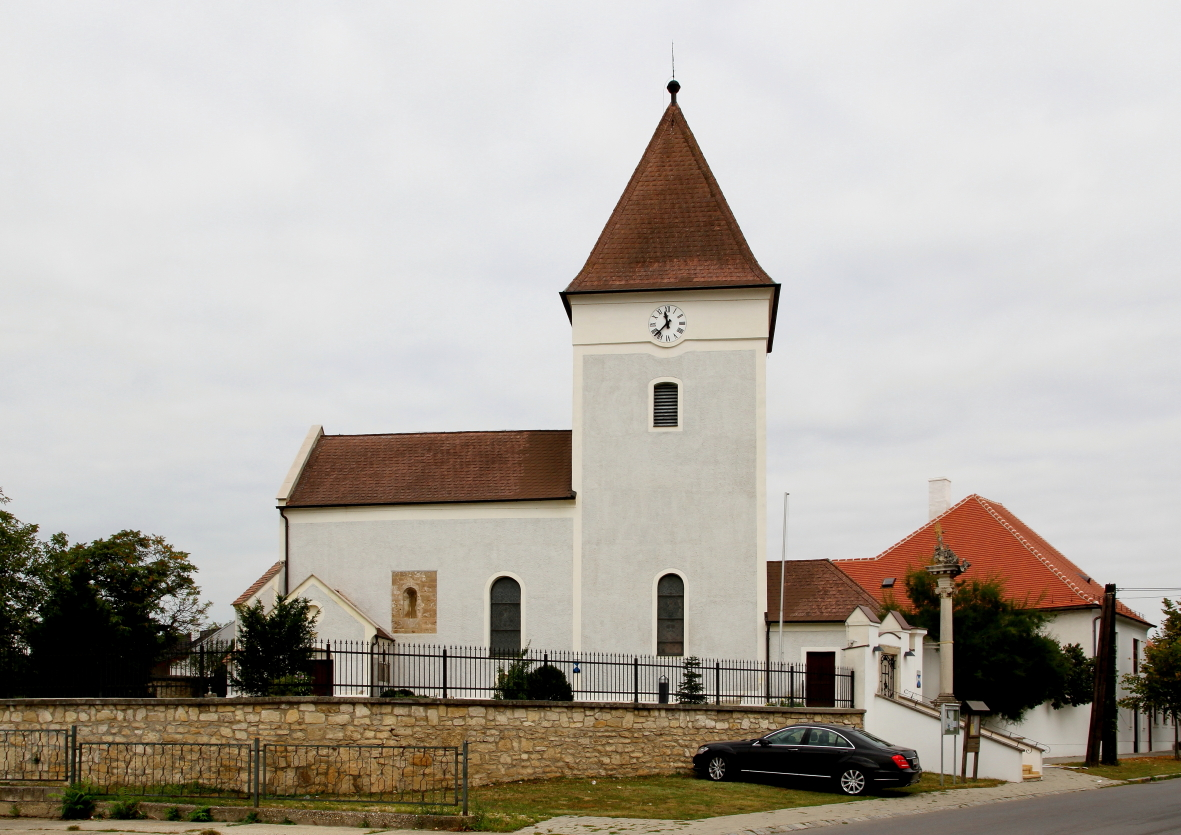
Katholische Pfarrkirche

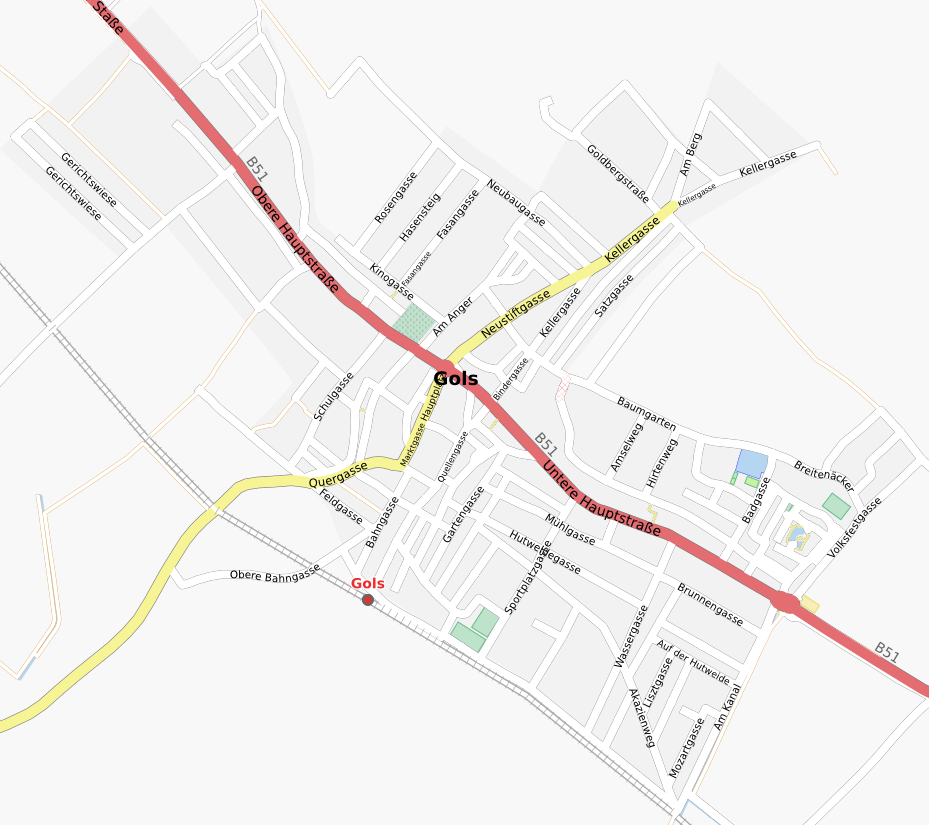
Ortsplan von Gols

- Katholische Pfarrkirche Gols: Die Kirche aus dem 12. und 13. Jahrhundert war anfangs als Wehrkirche Teil einer Festungsanlage.
- Evangelische Pfarrkirche Gols: Die Kirche wurde 1818 als schmuckloser turmloser Bau errichtet und 1888 mit Architekt Ludwig Schöne verlängert und mit einem Turm in neoromanistischem Stil versehen.
- Weinkulturhaus Gols: Das älteste erhaltene Haus der Gemeinde dient als Kulturzentrum, Vinothek und Erwin-Moser-Museum.

### Musik
Schon im 18. Jahrhundert erwähnen schriftliche Quellen Bläser aus Gols. Um 1900 erfolgte, vermutlich durch Gregor Wurm, eine Wiederbelebung bläserischen Musizierens. Diese Kapelle blieb bis zum Ersten Weltkrieg bestehen. Nach 1922 gab es mehrere kleinere Musikkapellen, die immer wieder als Golser Musikkapelle oder Ortsmusikkapelle Erwähnung finden.
Nach dem politischen Umsturz 1938 entstand eine Großkapelle der Ortskapelle Gols, die Leitung übernahm damals Lorenz Schrammel. Nach dem Krieg war Johann Toth Kapellmeister einer kleineren Musikgruppe. 1970 wurde der Musikverein gegründet.

### Regelmäßige Veranstaltungen
Das zehntägige Golser Volksfest findet jedes Jahr im August statt. Das Volksfest hat vier Standbeine: das eigentliche Golser Volksfest (Musikunterhaltung und Vergnügungspark), die Pannonia (eine Wirtschaftsmesse mit über 230 Ausstellern), die Bezirksweinkost und der Golser Kultursommer. 2020 und 2021 wurde das Golser Volksfest aufgrund der COVID-19-Pandemie abgesagt.

## Wirtschaft und Infrastruktur

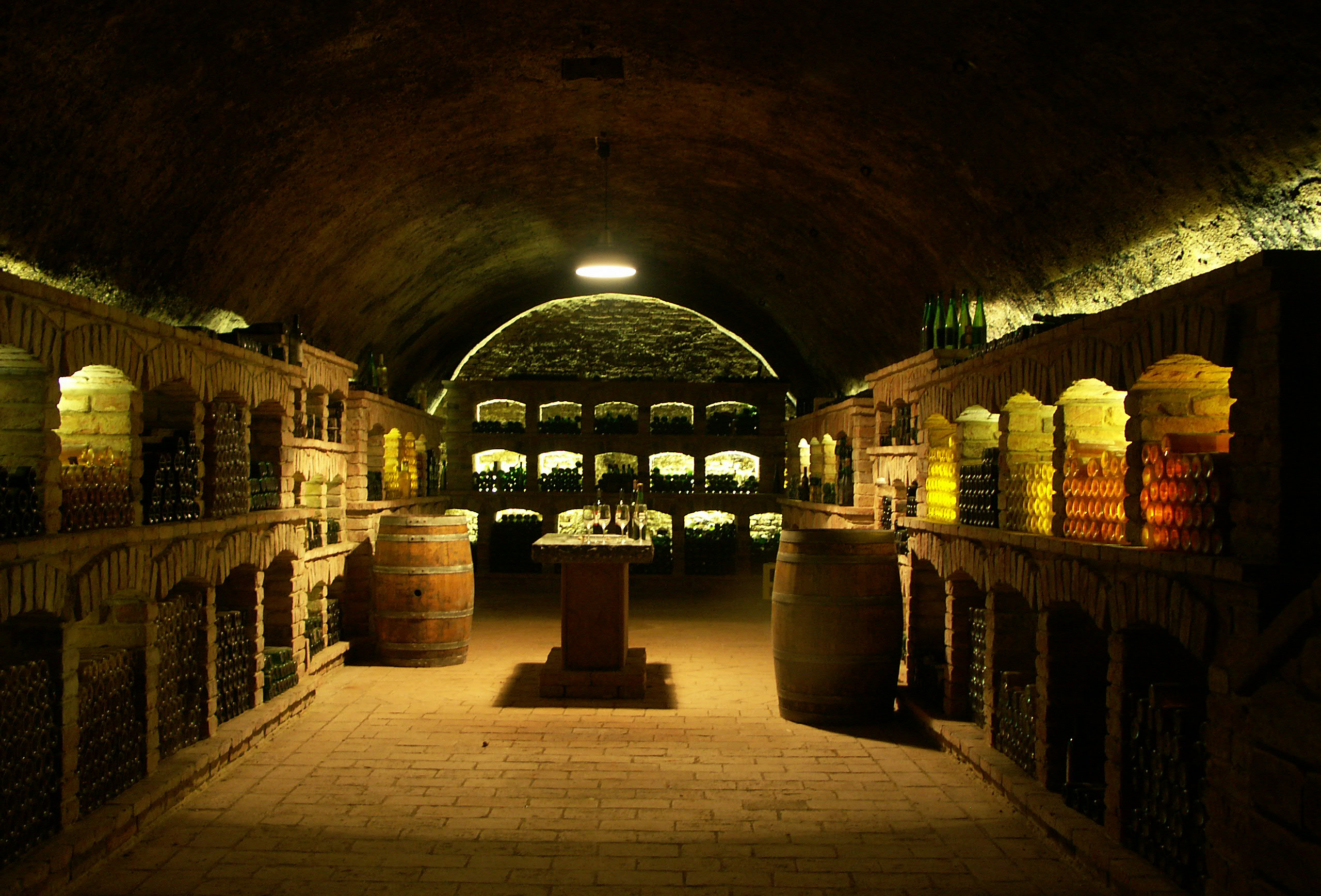
Weinkeller in Gols

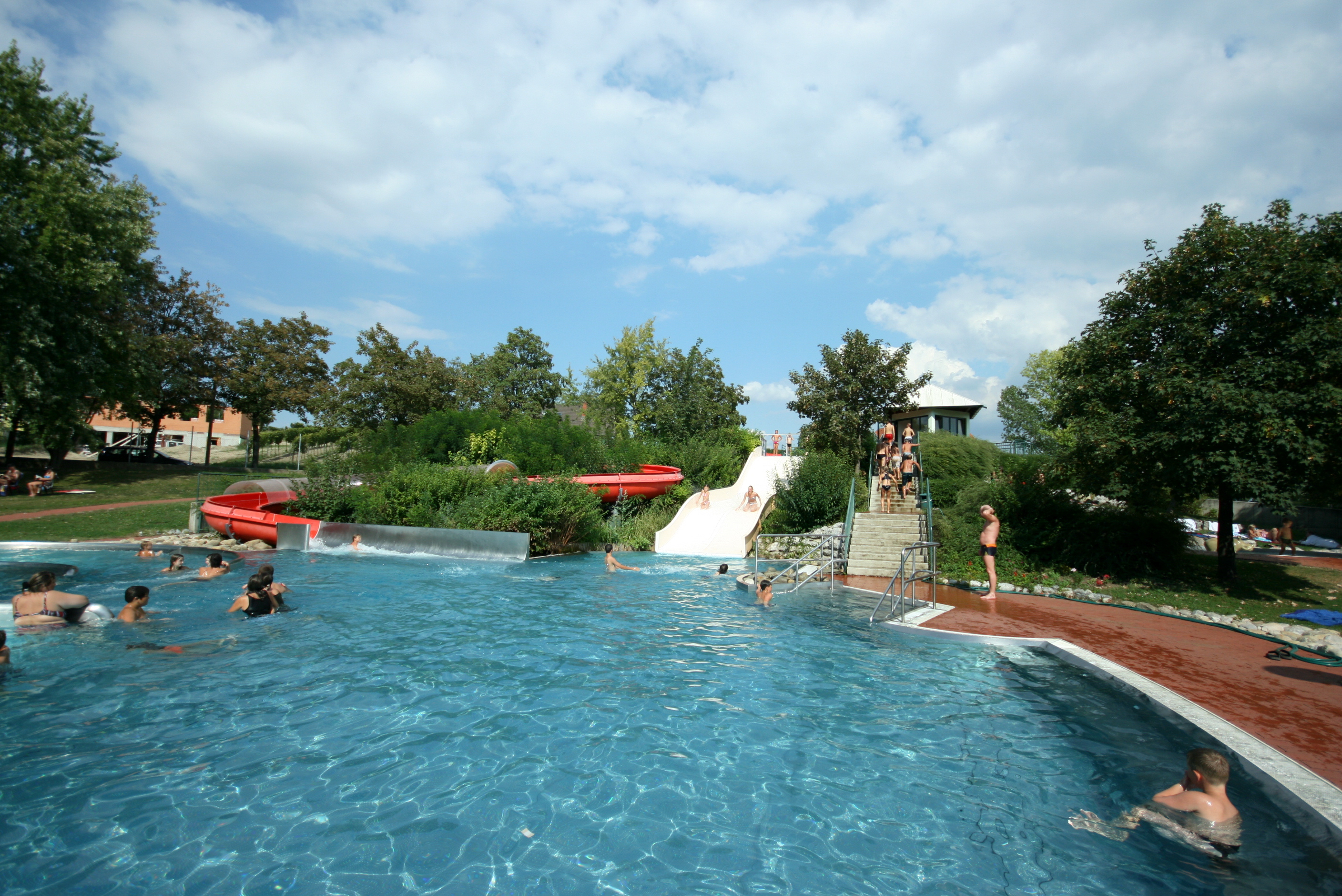
Freibad Gols

Gols ist einer der bedeutendsten Weinorte in Österreich.
Im Ort befinden sich zahlreiche Buschenschänken, Heurige und Weinverkaufsstellen. Zu den Sehenswürdigkeiten von Gols gehören die alten Weinkeller. Rund die Hälfte der Gemeindefläche ist mit Weingärten bedeckt, die etwa 20 % der Bewohner eine Beschäftigung bieten.
Weiters werden in Gols Sekt (Sektkellerei Szigeti), Schnäpse, Fruchtweine und ein eigenes Golser Bier (Privatbrauerei Gols) hergestellt. Die international bedeutendsten Weinerzeuger der Gemeinde sind die Weingüter Paul Achs, Gernot und Heike Heinrich, Juris Stiegelmar und Anita und Hans Nittnaus.
Durch Gols führt der von Frauenkirchen kommende und bis zur Einbindung in den Jakobsweg Österreich in Haslau-Maria Ellend überwiegend im Burgenland verlaufende Jakobsweg Burgenland.
Auch die Neusiedler Seebahn führt durch Gols. Der Bahnhof Gols ist seit 2022 zweigleisig, damit zu den Hauptverkehrszeiten im Halbstundentakt gefahren werden kann.

### Bildung
- Erwin Moser Volksschule Gols
- Neue Mittelschule Gols
- Volkshochschule
- Musikschule

## Politik

### Gemeinderat

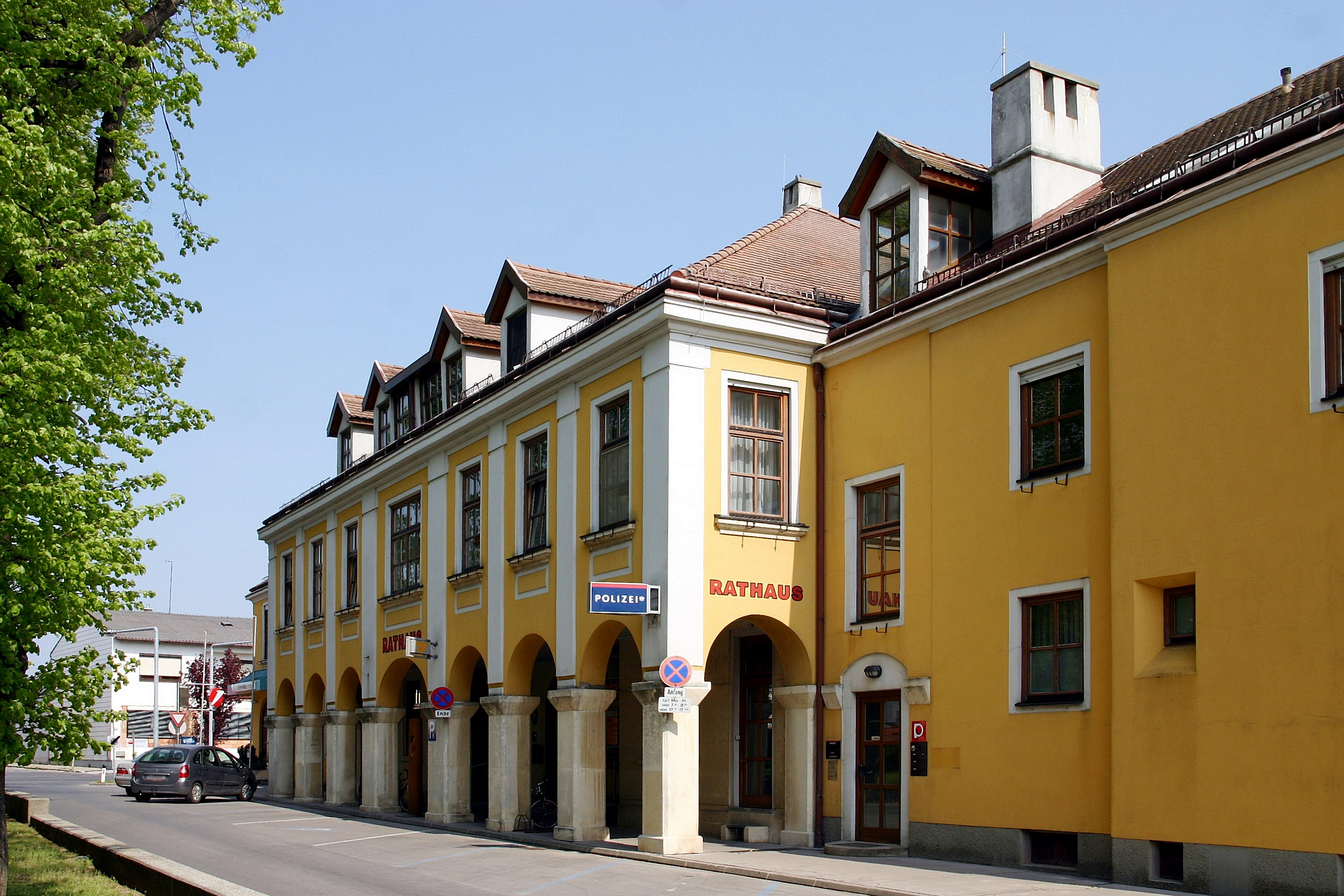
Rathaus in Gols

Der Gemeinderat umfasst aufgrund der Einwohnerzahl insgesamt 25 Mitglieder.
| Partei          | 2022             | 2022             | 2022             | 2017             | 2017             | 2017             | 2012             | 2012             | 2012             | 2007             | 2007             | 2007             | 2002             | 2002             | 2002             | 1997             | 1997             | 1997             |
| Partei          | Sti.             | %                | M.               | Sti.             | %                | M.               | Sti.             | %                | M.               | Sti.             | %                | M.               | Sti.             | %                | M.               | Sti.             | %                | M.               |
| --------------- | ---------------- | ---------------- | ---------------- | ---------------- | ---------------- | ---------------- | ---------------- | ---------------- | ---------------- | ---------------- | ---------------- | ---------------- | ---------------- | ---------------- | ---------------- | ---------------- | ---------------- | ---------------- |
| SPÖ             | 1692             | 67,04            | 17               | 1189             | 48,47            | 13               | 1334             | 58,64            | 15               | 1235             | 55,36            | 15               | 1315             | 57,22            | 13               | 1.240            | 58,68            | 14               |
| ÖVP             | 489              | 19,37            | 5                | 805              | 32,82            | 8                | 726              | 31,91            | 8                | 796              | 35,68            | 9                | 765              | 33,29            | 8                | 568              | 26,88            | 6                |
| FPÖ             | 190              | 7,53             | 2                | 270              | 11,01            | 2                | 215              | 9,45             | 2                | 142              | 6,36             | 1                | 218              | 9,49             | 2                | 305              | 14,43            | 3                |
| Grüne           | 153              | 6,06             | 1                | 189              | 7,70             | 2                | nicht kandidiert | nicht kandidiert | nicht kandidiert | nicht kandidiert | nicht kandidiert | nicht kandidiert | nicht kandidiert | nicht kandidiert | nicht kandidiert | nicht kandidiert | nicht kandidiert | nicht kandidiert |
| FBL             | nicht kandidiert | nicht kandidiert | nicht kandidiert | nicht kandidiert | nicht kandidiert | nicht kandidiert | nicht kandidiert | nicht kandidiert | nicht kandidiert | 33               | 1,48             | 0                | nicht kandidiert | nicht kandidiert | nicht kandidiert | nicht kandidiert | nicht kandidiert | nicht kandidiert |
| JÖRG            | nicht kandidiert | nicht kandidiert | nicht kandidiert | nicht kandidiert | nicht kandidiert | nicht kandidiert | nicht kandidiert | nicht kandidiert | nicht kandidiert | 25               | 1,12             | 0                | nicht kandidiert | nicht kandidiert | nicht kandidiert | nicht kandidiert | nicht kandidiert | nicht kandidiert |
| Wahlberechtigte | 3609             | 3609             | 3609             | 3304             | 3304             | 3304             | 3218             | 3218             | 3218             | 3070             | 3070             | 3070             | 2959             | 2959             | 2959             | 2760             | 2760             | 2760             |
| Wahlbeteiligung | 74,56 %          | 74,56 %          | 74,56 %          | 80,39 %          | 80,39 %          | 80,39 %          | 79,93 %          | 79,93 %          | 79,93 %          | 82,44 %          | 82,44 %          | 82,44 %          | 87,12 %          | 87,12 %          | 87,12 %          | 85,65 %          | 85,65 %          | 85,65 %          |

### Bürgermeister
Bürgermeister war bis Anfang 2022 Hans Schrammel (SPÖ), der 2006 die Nachfolge von Matthias Achs (SPÖ), der seit 1977 Bürgermeister war, antrat. Bei der Bürgermeisterdirektwahl 2017 konnte er sich mit 61,83 % der Stimmen gegen seine beiden Mitbewerber Karl-Heinz Schuster (ÖVP, 32,67 %) und Gerald Kanz (Grüne, 5,50 %) durchsetzen. Im Rahmen der konstituierenden Sitzung des Gemeinderats am 25. Oktober 2017 wurde Hans Hackstock (SPÖ) zum Vizebürgermeister gewählt. In der Sitzung des Gemeinderates am 28. September 2020 wurde Kilian Brandstätter (SPÖ) als Nachfolger von Hans Hackstock zum Vizebürgermeister gewählt und am 19. Jänner 2022 als Bürgermeister angelobt.
Bei der Wahl im Oktober 2022 wurde Kilian Brandstätter mit 85,17 Prozent der Stimmen im ersten Wahlgang als Bürgermeister bestätigt.
- 1945–1946 und 1949–1958 Georg Schmelzer (ÖVP)
- Matthias Achs 1958–1970
- 1970–1977 Ferdinand Klenner (SPÖ)
- 1977–2006 Matthias Achs (SPÖ)
- 2006–2022 Hans Schrammel (SPÖ)[21]
- seit 2022 Kilian Brandstätter (SPÖ)[21]

## Wappen
|  | Blasonierung: Auf einem roten Wappenschild ein silberner Turm mit vier Zinnen, der auf drei grünen Hügeln steht, umrankt von Reben mit vier Weinblättern und zwei reifen gelben Trauben. |

## Gemeindepartnerschaften
- Ergenzingen in Baden-Württemberg, Deutschland, seit 1989 Freundschaftsvertrag und seit 2000 Partnerschaftsvertrag
- Bozcaada, Türkei

## Persönlichkeiten

### Träger des Goldenen Ehrenzeichens der Marktgemeinde
- Manfred Beck (Rallycross-Europameister, 1996)
- Georg Tischler (Paralympics-Sieger im Kugelstoßen F54, 2004; Weltmeister im Kugelstoßen 2009)
- Hans Krutzler (Staatsmeister im Voltigieren, 1996)
- Adi Lunzer (Konditormeister, zahlreiche Goldmedaillen)

### Personen mit Bezug zur Marktgemeinde
- Georg Christoph Strattner (1644 oder 1645–1704) Kirchenmusiker und Komponist
- Johann Wurm, Landwirt, Nationalsozialist und Mitglied des Burgenländischen Landtages
- Leopold Schmetterer (1919–2004), Mathematiker, Statistiker und Wahrscheinlichkeitstheoretiker
- Matthias Achs (1939–2011), Politiker
- Hans Georg Heinke (* 1945), Journalist und Nachrichtensprecher
- Dieter Horvath, Kulturbuchautor
- Erwin Moser (1954–2017), Schriftsteller
- Stefan Pabst (* 1983), Musiker und Gründungsmitglied der Gruppe Ja, Panik